# MARTHA-Dörfer
Koordinaten: 47° 17′ 22″ N, 11° 27′ 19″ O
Die MARTHA-Dörfer bezeichnen eine Reihe von Dörfern an der alten Landstraße von Innsbruck nach Hall in Tirol am Nördlichen Tiroler Mittelgebirge, Österreich.

## Zum Begriff

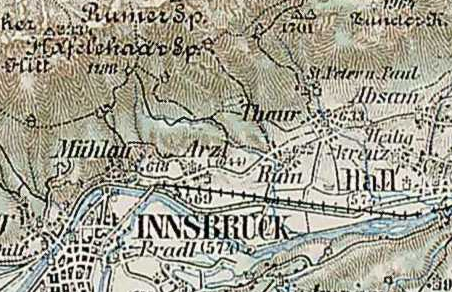
Die MARTHA-Dörfer in der Franzisco-Josephinischen Landesaufnahme 1898/1905

Der Name setzt sich aus den Anfangsbuchstaben der Ortschaften Mühlau, Arzl, Rum, Thaur und Absam zusammen. Eine andere Interpretation führt das H auf den Haller Stadtteil Heiligkreuz zurück, der zwischen Thaur und Absam liegt. Zusammen haben die fünf Ortschaften 38.105 Einwohner (Stand 1. Jänner 2024).
Mühlau, das sich 1740 oder 1746 von Arzl selbständig machte, und Arzl wurden 1938 bzw. 1940 nach Innsbruck eingemeindet, Rum, Thaur und Absam sind bis heute selbständige Gemeinden.

## Wirtschaft
Die Dörferstraße (L 8) beginnt an der Mühlauer Brücke in Innsbruck und endet am Unteren Stadtplatz in Hall. Sie heißt in ihrem Verlauf Anton-Rauch-Straße, Arzler Straße, Rumer Straße und Dörferstraße. 
Mit dem Bau der neuen Landstraße durch die Haller Au im Talboden 1585–1589 (heute Tiroler Straße, hier Haller Straße bzw. Bundesstraße und Innsbrucker Straße) verlor diese Straße an Bedeutung.
Anfang des 20. Jahrhunderts gab es Pläne, die Dörfer mit einer Überlandstraßenbahn an Innsbruck anzubinden. Diese „Dörferbahn“ wurde aber insbesondere wegen der befürchteten Konkurrenz zur Lokalbahn Innsbruck–Hall in Tirol nie verwirklicht.
Die Landwirtschaft (besonders Gemüseanbau) an den Hängen entlang der Dörferstraße spielt eine große Rolle, Industrie- und Gewerbegebiete gibt es hauptsächlich entlang der Bundesstraße am Talboden.

## Kultur

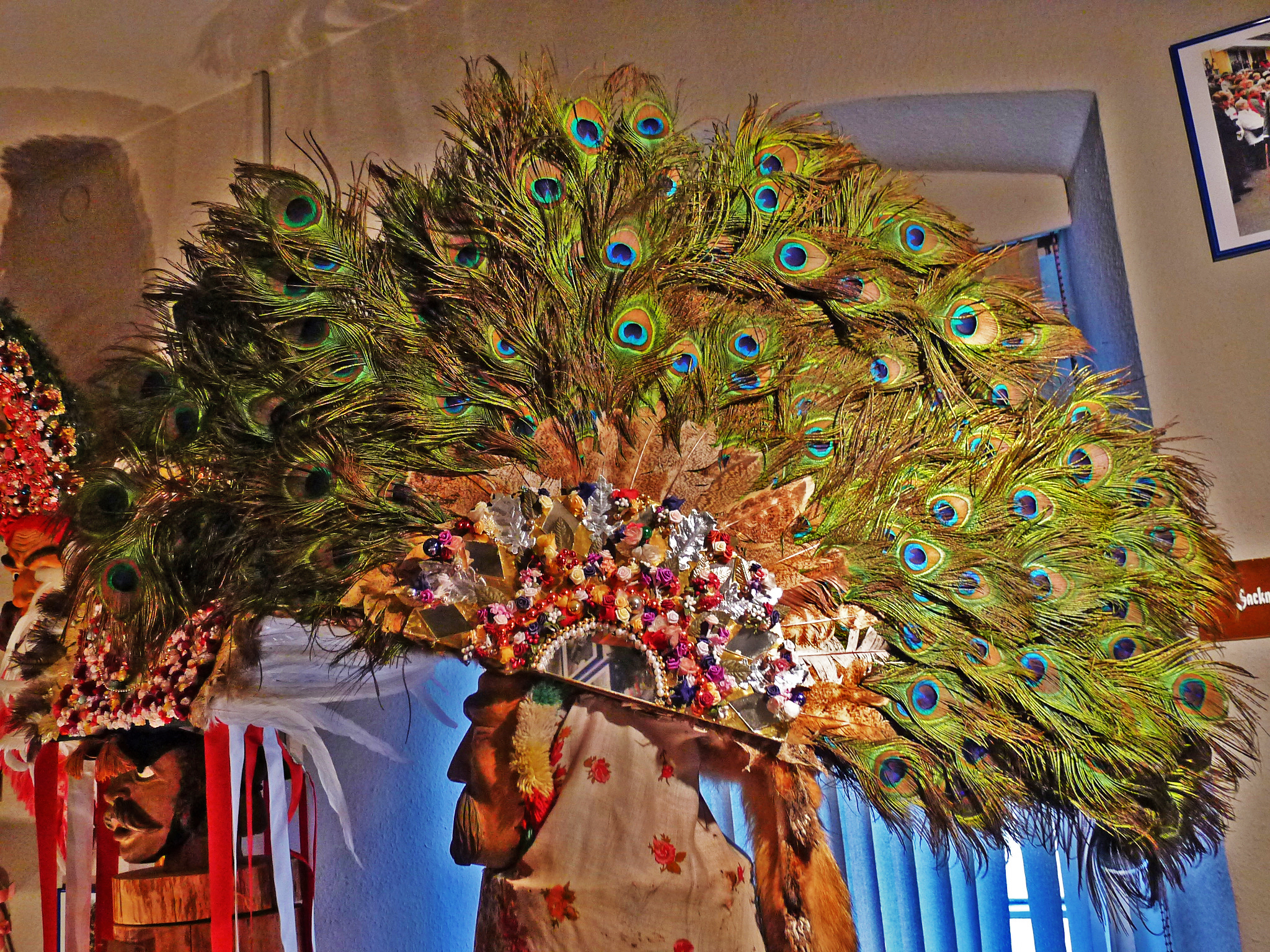
Zaggeler, auch Zottler des Mullerlaufens

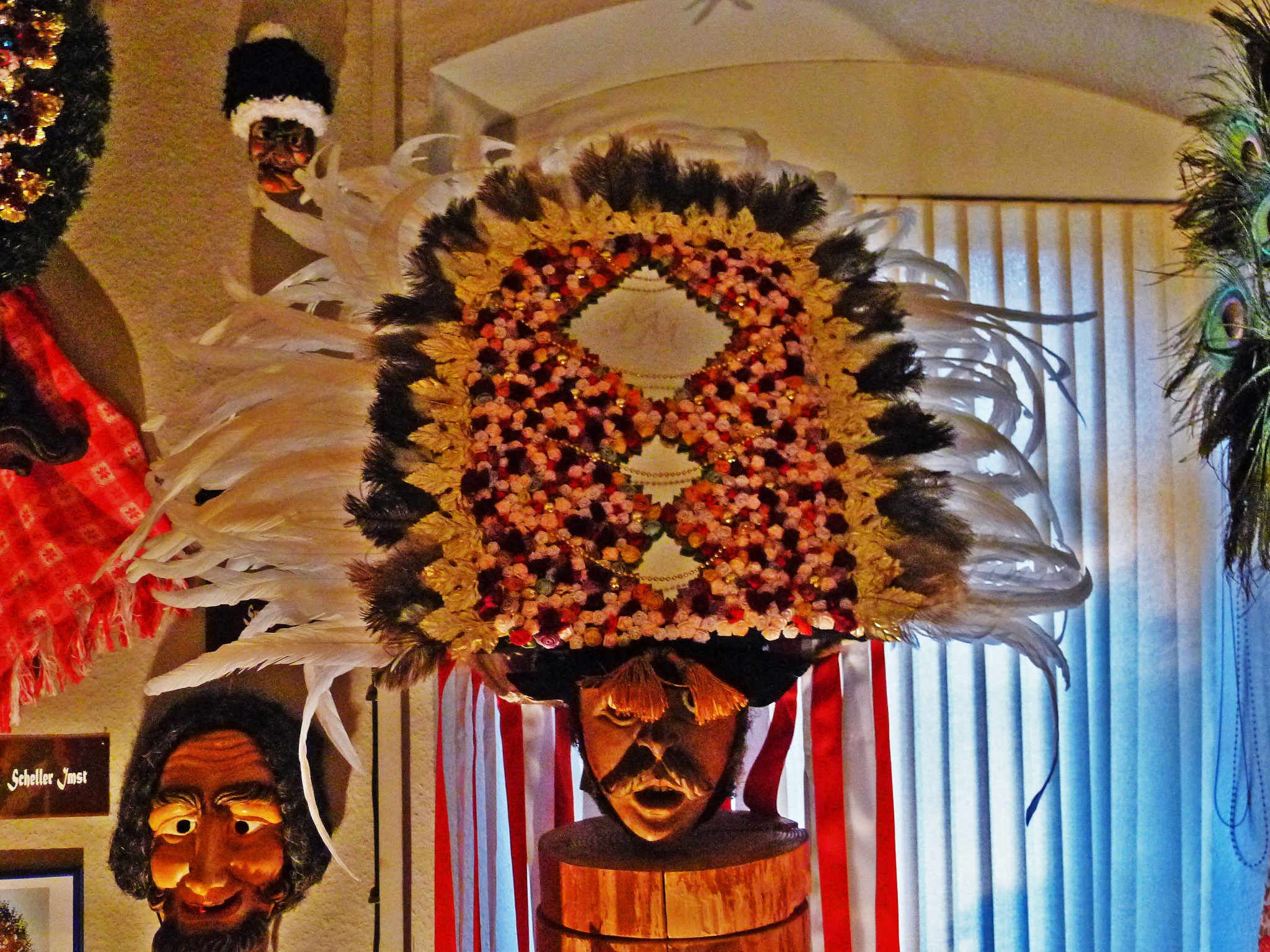
Spiegeltuxer des Mullerlaufens

Die MARTHA-Dörfer gelten als der Ursprung des Fastnachtsbrauchs Mullerlaufen, wobei die bedeutendsten in Absam und im Nachbarort Mils (Matschgerer genannt), Rum und Thaur (Muller genannt) stattfinden. Seit einigen Jahren findet das Mullerlaufen immer abwechselnd in Rum, Thaur, Absam und Mils statt. Das jeweilige Dorf organisiert den Lauf, die übrigen Dörfer nehmen daran teil. 2011 wurde der Brauch als „Mullen und Matschgern in den MARTHA-Dörfern“ in die Liste des Immateriellen Kulturerbes in Österreich aufgenommen.
Ein weiteres Brauchtum, das gepflegt wird, ist die Herstellung und das Ausstellen von Weihnachtskrippen in der Weihnachtszeit. 
In der expandierenden Agglomeration Innsbruck gelegen, haben die Gemeinden ihren Dorfcharakter teilweise verloren und sind zu typischen Vororten geworden.